# Neotoma bunkeri
Neotoma bunkeri fue una especie de roedor de la familia Cricetidae.

## Distribución geográfica
Se encuentra sólo en las Islas Coronados, Baja California Sur, México. Probablemente se extinguieron como consecuencia del agotamiento de los recursos alimentarios y la depredación por gatos salvajes. 